# Alan Shearer
Alan Shearer OBE (Newcastle, Anglaterra, 13 d'agost de 1970) és un exfutbolista anglès que jugava de davanter centre i marcà 402 gols al llarg de la seva trajectòria professional entre la selecció i els clubs, promitjant uns 25 gols per temporada. Fou jugador del Southampton (1986-1992), Blackburn Rovers (1992-1996) i Newcastle United (1996-2006). Disputà 63 partits amb la selecció de futbol d'Anglaterra, de la que n'arribà a ser capità, marcant 30 gols.

## Trajectòria
Shearer s'inicià al Wallsend Boys Club on, després de ser refusat pel Newcastle United, fou incorporat com a juvenil al Southampton, on batí el rècord de jugar és jove en aconseguir un hat-trick. Això no obstant, fins a l'any 1992 no obtingué un lloc fix en el primer equip del Southampton, si bé aquell mateix any debutà amb la selecció de futbol d'Anglaterra, marcant un gol en el seu debut.
L'any 1992 fou fitxat pel Blackburn Rovers i es convertí també en un habitual de la selecció de futbol d'Anglaterra. La temporada 1993/94 anotà amb el Blackburn Rovers 31 gols en 40 partits, amb el qual l'equip finalitzà subcampió de la Premier League, tan sols superat pel Manchester United FC. La temporada següent, amb la incorporació de Chris Sutton, la davantera del Blackburn Rovers es convertí en la més letal del campionat i s'alçaren finalment amb el títol de la Premier League, aquell any Shearer anotà 34 gols en 42 partits. Guanyà el premi al Jugador de l'any de la Premier League el 1995.
Després d'haver guanyat la Premier League, aquell mateix estiu se celebrà el Campionat d'Europa de futbol 1996 precisament a Anglaterra i Shearer es convertí en el màxim golejador del torneig amb 5 gols, si bé no pogué evitar que la selecció de futbol d'Anglaterra caigués a semifinals en la tanda de penals contra la selecció de futbol d'Alemanya, la qual finalment guanyaria la competició.
Després de la reeixida Eurocopa Shearer rebé una poderosa oferta del Manchester United FC, si bé finalment fitxà pel Newcastle United per £15 milions, el traspàs més car de la seva època. Durant la seva primera temporada a St. James' Park Alan Shearer anotà 25 gols en 31 partits. L'estiu de 1997 sofrí una greu lesió que no li permeté jugar gran part de la temporada, si bé aquell any el Newcastle United arribà a la final de la FA Cup, on caigué enfront l'Arsenal Football Club. L'any 1999 el Newcastle United torna a disputar la final de la FA Cup, perdent-la en aquesta ocasió enfront del Manchester United FC.
L'estiu de 1998 fou nomenat capità de la selecció de futbol d'Anglaterra per la Copa del Món de Futbol de 1998, on Anglaterra caigué enfront Argentina a la segona ronda.
La temporada 2000/01, poc després d'haver anunciat la seva retirada de la selecció de futbol d'Anglaterra, Shearer sofrí novament una greu lesió, però després d'una temporada on tan sols anotà 5 gols, a la següent n'anotà 23, permetent la classificació de l'equip per la Champions League.
Finalment Shearer es retirà del futbol l'any 2006, si bé durant les seves últimes temporades ja combinà la faceta de jugador amb la d'equip tècnic, fet que li valgué per ser nomenat entrenador del Newcastle United l'any 2009.
El 1998 fou escollit per la Football League a la llista de les 100 llegendes del futbol anglès.

## Palmarès
- 1 Premier League: 1995 (Blackburn Rovers)